# Де Еліза?
Де Еліза? (ісп. ¿Dónde está Elisa?) — американський телесеріал 2010 року у жанрі трилеру, бойовика, криміналу, саспенсу, драми, та створений компанією Telemundo Global Studios. В головних ролях — Соня Сміт, Габріель Поррас, Хорхе Луїс Піла, Катрін Сіачоке.
Перша серія вийшла в ефір 8 березня 2010 року.
Серіал має 1 сезон. Завершився 107-м епізодом, який вийшов у ефір 10 серпня 2010 року.
Режисер серіалу — Леонард Галавіс, Ніколас Ді Блазі.
Сценарист серіалу — Пабло Ільянес, Перла Фаріас.
Серіал є адаптацією чилійської теленовели під назвою ¿Dónde está Elisa?, 2009 р.

## Сюжет
Раптове зникнення молодої дівчини перевертає життя її сім'ї. Еліза Альтаміра вирушила з братами до нічного клубу після дня народження свого батька, багатого бізнесмена. Там її бачили востаннє. Спочатку поліція скептично поставилася до зникнення дівчини, вважаючи, що вона просто втекла з батьківського дому. Але після перших днів розслідування вони переконалися, що хтось веде нечесну гру. І почали підозрювати всіх, у тому числі сім'ю Елізи. Багато хто опинився в числі підозрюваних, але тільки одна людина знала, де Еліза…

## Сезони
| Сезон | Епізоди | Епізоди | Оригінальний показ | Оригінальний показ | Оригінальний показ |
| Сезон | Епізоди | Епізоди | Перший показ       | Останній показ     | Мережа             |
| ----- | ------- | ------- | ------------------ | ------------------ | ------------------ |
| 1     | 107     | 107     | 8 березня 2010     | 10 серпня 2010     | Telemundo          |

## Актори та ролі
| Актор                     | Роль                     | Сезон                |
| Актор                     | Роль                     | 1                    |
| ------------------------- | ------------------------ | -------------------- |
| Соня Сміт                 | Данна Альтаміра Ріггс    | Основний персонаж    |
| Габріель Поррас           | Маріано Альтаміра        | Основний персонаж    |
| Хорхе Луїс Піла           | Крістобаль Рівас         | Основний персонаж    |
| Катрін Сіачоке            | Сесілія Альтаміра        | Основний персонаж    |
| Омар Херменос             | Хосе Анхель Рінкон       | Основний персонаж    |
| Роберто Матеос            | Бруно Касерес            | Основний персонаж    |
| Евелін Джиро              | Вівіана Альтаміра        | Основний персонаж    |
| Ісмаель ла Роса           | Ніколас дель Валле       | Основний персонаж    |
| Мелвін Кабрера            | Рікардо де ла Фуенте     | Основний персонаж    |
| Каріна Мора               | Гізела Круз              | Основний персонаж    |
| Клаудія Морено            | Ізабель Ріос             | Основний персонаж    |
| Рубен Моралес             | Нестор Салазар           | Основний персонаж    |
| Карлос Аугусто Мальдонадо | Естебан Брісеньйо        | Основний персонаж    |
| Ванесса Поз               | Еліза Альтаміра          | Основний персонаж    |
| Кармен Ауб                | Флор Касерес             | Основний персонаж    |
| Маурісіо Енао             | Едуардо Касерес          | Основний персонаж    |
| Джейсон Канела            | Сантьяго Рінкон          | Основний персонаж    |
| Габріела Серрано          | Крістіна Альтаміра       | Основний персонаж    |
| Таня Нієто                | Ольга Альтаміра          | Основний персонаж    |
| Луїс Селейро              | Альберто Вентура         | Спеціальний гість    |
| Анабель Ліл               | Гвадалупе «Лупіта» Олмос | Спеціальний гість    |
| Мілдред Кіроз             | Аманда Голдштейн         | Спеціальний гість    |
| Марісела Гонсалес         | Адріана Кастаньеда       | Спеціальний гість    |
| Елізабет Барон            | Лорена Сандовал          | Спеціальний гість    |
| Роберт Авеллане           | Каррільо                 | Спеціальний гість    |
| Хорхе Ернандес            | Феррара                  | Спеціальний гість    |
| Клаудія Камачо            | Чарріта                  | Періодичний персонаж |
| Каталіна Гарсія           |                          | Періодичний персонаж |
| Телі Ганас                | Валерія                  | Періодичний персонаж |
| Летісія Моралес           | Хуана «Хуаніта»          | Періодичний персонаж |
| Крістіна Фігарола         | Кенді                    | Періодичний персонаж |
| Іцель Рамос               | Клара                    | Періодичний персонаж |
| Хорхе Луїс Гарсія         |                          | Періодичний персонаж |
| Двейн Бріттон             | Алекс                    | Періодичний персонаж |
| Лавінія Кастро            | Норма                    | Періодичний персонаж |
| Каріна Флорез             | Марта                    | Періодичний персонаж |
| Хуан Сеперо               | лікар                    | Періодичний персонаж |
| Раміро Теран              | Феліпе Расето            | Періодичний персонаж |
| Естебан Вільяреал         | Ломбарді                 | Періодичний персонаж |
| Карлос Пітела             | священик                 | Періодичний персонаж |
| Дженні Лісарасо           | репортер                 | Періодичний персонаж |
| Хосе Сантана              |                          | Періодичний персонаж |

## Інші версії
| Рік  | Країна         | Українська назва | Оригінальна назва                    | Кількість | Кількість | В головних ролях                                                                                                 | Компанія                                 | Канал     |
| Рік  | Країна         | Українська назва | Оригінальна назва                    | сезонів   | серій     | В головних ролях                                                                                                 | Компанія                                 | Канал     |
| ---- | -------------- | ---------------- | ------------------------------------ | --------- | --------- | --- | ---------------------------------------- | --------- |
| 2009 | Чилі           | Де Еліза?        | ¿Dónde está Elisa?                   | 1         | 112       | Сігрід Алегрія, Франциско Мело, Альваро Рудольфі                                                                 | Televisión Nacional de Chile             | TVN       |
| 2010 | Туреччина      | Де моя дочка?    | Kızım Nerede?                        | 1         | 26        | Едже Услу, Хусейн Авні Даніял, Бурак Хакки, Озге Гюрель                                                          | Medya Vizyon                             | atv       |
| 2011 | Філіппіни      | Де ти Еліза?     | Nasaan Ka, Elisa?                    | 1         | 90        | Мелісса Рікс, Альберт Мартінес, Агот Ісідро, Віна Моралес                                                        | Dreamscape Entertainment                 | ABS-CBN   |
| 2012 | Колумбія       | Де Еліза?        | ¿Dónde está Elisa?                   | 1         | 107       | Крістіна Уманья, Хорхе Енріке Абельо, Анабель Ріверо, Лаура Періко, Хуан Пабло Гамбоа                            | Vista Productions, Inc. / RCN Televisión | Canal RCN |
| 2012 | Болгарія       | Де Магі?         | Kŭde e Magi?                         | 1         | 52        | Атанас Сребрев, Йоан Карамфілов, Іван Барнєв, Георгі Стайков, Марґіта Гошева, Параскева Джукелова, Бісер Марінов |                                          | BTV       |
| 2014 | Індія          | Повертайся Тріша | Laut Aao Trisha                      | 1         | 175       | Бхагьяшрі Патвардхан, Ейджаз Хан, Джай Калра, Наліні Негі, Саміт Вяс                                             | 24 Frames Media                          | Life OK   |
| 2014 | Південна Корея | Сімейні таємниці | Gajokeui Bimil (англ. Family Secret) | 1         | 103       | Сін Ин-кьон, Кім Син-су, Чха Хва-йон, Рю Те-джун                                                                 | Creative Leaders Group 8                 | tvN       |
| 2018 | Португалія     | Де Еліза?        | Onde Está Elisa?                     | 3         | 145       | Марко Д'алмейда, Антоніу Педро Сердейра, Ана Крістіна де Олівейра, Гайді Бергер                                  | Plural Entertainment                     | TVI       |
| 2021 | США            | У пошуках Фріди  | Buscando a Frida                     | 1         | 84        | Едуардо Сантамаріна, Хімена Еррера, Арап Бетке, Алехандра Баррос                                                 | Telemundo Global Studios                 | Telemundo |

## Нагороди та номінації
| Рік  | Премія        | Категорія            | Номінант        | Результат |
| ---- | ------------- | -------------------- | --------------- | --------- |
| 2011 | Premios ACE   | Головний герой       | Габріель Поррас | Перемога  |
| 2011 | Premios ACE   | Злодійка             | Катрін Сіачоке  | Номінація |
| 2011 | Premios GLAAD | Найкращий телесеріал | Де Еліза?       | Перемога  |